# Weather Report
Weather Report er et jazz-rock-fusionsband, startet i 1971 af Joe Zawinul og Wayne Shorter. Bandet har huset mange store trommeslagere, (Alphonse Mouzon, Eric Gravatt, Chester Thompson, Alex Acuna, Peter Erskine og Omar Hakim mfl.), percussionister (fx Airto Moreira, Don Alias, Manolo Badrena og Mino Cinelu) og bassister (Miroslav Vitous, Alphonso Johnson, Jaco Pastorius og Victor Bailey), indtil gruppen i 1986 blev opløst. Gruppen indspillede 16 plader, hvoraf Heavy Weather fra 1977 med hittet "Birdland" blev den mest populære. Der er senere udkommet 12 live indspilninger med gruppen gennem dens karriere.

## Diskografi
- Weather Report (1971)
- I Sing The Body Electric (1972)
- Live in Tokyo (1972)
- Sweetnighter (1973)
- Mysterious Traveller (1974)
- Tale Spinnin (1975)
- Black Market (1976)
- Heavy Weather (1977)
- Mr. Gone (1978)
- 8.30 (1979)
- Night Passage (1980)
- Weather Report (1982)
- Procession (1983)
- Domino Theory (1984)
- Sportin' Life (1985)
- This Is This (1986)

## Live Diskografi
- Live and Unreleased (2002)
- Live in Berlin - 1975 (2011)
- Live in Offenbach - 1978 (2011)
- Live in Cologne - 1983 (2011)
- Live in Agora Columbus Ohio - 1972 (2015)
- 8.30 - Radio Broadcast Live 1980 (2015)
- The Legendary live Tapes - 1978-1981 (2015)
- Live in Tokyo 1978 (2019)
- Live on the Radio, 17th October, 1972 (2019)
- Live at Shinjuku Koseinenkin Hall Tokyo 1978 (2020)
- Live at the Fox Theatre 1980 (2020)
- Live in London 1983-1984 (2020)
- Live under the Sky "83" 1983 (2021)

## Live DVD Diskografi
- Live in Hamburg (1971)
- Live at Montreux (1976)
- Live in Offenbach (1978)
- Live in Cologne (1983)
- Live in Tokyo (1984)